# Cotati, Kalifornien
Cotati är en stad (city) i Sonoma County, i delstaten Kalifornien, USA. Enligt United States Census Bureau har staden en folkmängd på 7 330 invånare (2011) och en landarea på 4,9 km².